# سعيد صلاح أحمد
سعيد صلاح أحمد (بالصومالية: Saciid Saalax Axmed)‏ كاتب مسرحي وشاعر ومخرج أفلام صومالي. 

## مسيرته
كان سعيد صلاح في السابق مدرسًا لعلم الأحياء في الصومال.بين سنتي 1984 و1985، أخرج أحمد فيلمه الطويل الأول بعنوان الدراويش الصوماليون،  بميزانية قدرها 1.8 مليون دولار. وصوّر الفيلم (الذي تبلغ مدته 4 ساعات و40 دقيقة) حياة محمد عبد الله حسن زعيم حركة الدراويش الصومالية الثورية. تم استخدام سبع لغات للحوار السينمائي: الصومالية والعربية والإيطالية والإنجليزية وثلاث لهجات إقليمية. تضمن الفيلم سليلًا حقيقيا لمحمد عبد الله حسن في بطولة الفيلم، الشيخ عثمان محمود عمر، كما ضم مئات الممثلين.
بعد اندلاع الحرب الأهلية، هاجر أحمد إلى مينيسوتا. قام بعد ذلك بتأليف كتاب للأطفال بعنوان (The Lion's Share)، والذي كان بمثابة أساس لمسرحية قائمة على الفولكلور الصومالي قام بكتابتها وإنتاجها لمسرح (SteppingStone). قامت مؤسسة ترجمة الشعر بترجمة بعض قصائده إلى الإنجليزية.

## روابط خارجية
- سعيد صلاح أحمد على موقع IMDb (الإنجليزية)